# Бівертон (Мічиган)
Бівертон (англ. Beaverton) — місто (англ. city) в США, в окрузі Гледвін штату Мічиган. Населення — 1145 осіб (2020).

## Географія
Бівертон розташований за координатами 43°52′50″ пн. ш. 84°29′16″ зх. д. / 43.88056° пн. ш. 84.48778° зх. д. (43.880664, -84.487676).  За даними Бюро перепису населення США в 2010 році місто мало площу 3,40 км², з яких 2,66 км² — суходіл та 0,73 км² — водойми.

## Демографія
Згідно з переписом 2010 року, у місті мешкала 1071 особа в 462 домогосподарствах у складі 258 родин. Густота населення становила 315 осіб/км².  Було 537 помешкань (158/км²).
Расовий склад населення:
| - 97,7 % — білих - 0,7 % — корінних американців - 0,4 % — чорних або афроамериканців |

До двох чи більше рас належало 1,2 %. Частка іспаномовних становила 0,7 % від усіх жителів.
За віковим діапазоном населення розподілялося таким чином: 27,1 % — особи молодші 18 років, 55,4 % — особи у віці 18—64 років, 17,5 % — особи у віці 65 років та старші. Медіана віку мешканця становила 36,2 року. На 100 осіб жіночої статі у місті припадало 90,2 чоловіків;  на 100 жінок у віці від 18 років та старших — 86,0 чоловіків також старших 18 років.
Середній дохід на одне домашнє господарство  становив 34 037 доларів США (медіана — 26 538), а середній дохід на одну сім'ю — 39 272 долари (медіана — 32 125). Медіана доходів становила 41 964 долари для чоловіків та 22 105 доларів для жінок. За межею бідності перебувало 31,4 % осіб, у тому числі 39,4 % дітей у віці до 18 років та 17,1 % осіб у віці 65 років та старших.
Цивільне працевлаштоване населення становило 337 осіб. Основні галузі зайнятості: виробництво — 30,3 %, освіта, охорона здоров'я та соціальна допомога — 21,1 %, мистецтво, розваги та відпочинок — 12,5 %, роздрібна торгівля — 8,9 %.